# Карстен Јуст
Карстен Јуст (Берлин, Источна Немачка 17. септембар 1968) је немачки атлетичар, специјалиста за трке на 400 метара. Био је члан берлинског клуба Berliner TSC.

## Спотска биографија
Током своје карије такмичио се за Источну Немачку и за Немачку. Успехе је постигао као члан репрезентативних штафета. Најећи успех остварио је на Светском првенству у дворани 1991. у Севиљи, када је са новоформираном штафетом Немачке освојио прво место и постао светски првак. Штафета је трчала у сатаву:Рико Лидер, Јенс Карловиц, Карстен Јуст и Томас Шенлебе. Трчали су у времену 3:03,05 и поставили нови светски и европски рекорд.

## Значајнији резултати
| Год.            | Такмичење                   | Место              | Пласман         | Резултат        |
| 4 х 400 м       | 4 х 400 м                   | 4 х 400 м          | 4 х 400 м       | 4 х 400 м       |
| Источна Немачка | Источна Немачка             | Источна Немачка    | Источна Немачка | Источна Немачка |
| --------------- | --------------------------- | ------------------ | --------------- | --------------- |
| 1990            | Европско првенство          | Сплит, Југославија |                 | 3:01,51         |
| Немачка         |                             |                    |                 |                 |
| 1991            | Светско првенство у дворани | Севиља, Шпанија    |                 | 3:03,05 СР ЕР   |
| 1991            | Светско првенство           | Токио, Јапан       | 6               | 3:00,75         |
| 1993            | Светско првенство           | Штутгарт, Немачка  |                 | 2:59,99         |

## Лични рекорди
| Дисциплина   | Резултат | Место    | Датум            |
| на отвореном |          |          |                  |
| ------------ | -------- | -------- | ---------------- |
| 400 м        | 46,13    | Нирнберг | 15. јун 1995.    |
| у дворани    |          |          |                  |
| 400 м        | 46,31    | Штутгарт | 5. фебруар 1995. |